# Анджела Басет
Анджела Евелин Басет Ванс (на английски: Angela Evelyn Bassett Vance) е американска актриса и режисьор. От 2008 г. има звезда на Холивудската алея на славата.
Добре известна с ролите си в биографични филми, в които се превъплъщава в действителни жени, като Тина Търнър в „Какво общо има любовта“ (What's Love Got to Do with It), Бети Шабаз в „Малкъм Екс“ (Malcolm X) и „Пантера“, Роза Паркс в „Историята на Роза Паркс“ (The Rosa Parks Story).

## Биография и творчество
Анджела Басет е родена на 16 август 1958 г. в Ню Йорк, САЩ.
Започва филмовата си кариера през 1980 г. след като се дипломира в Йейлския университет. Срещат я доста трудности и несигурни моменти в индустрията до 1990 г. когато се появява често във филми всяка година. Успеха на Басет продължава с по-добра скорост до 2010 г. когато и е номинирана за ролите си във филмите: The Score (2001), Akeelah and the Bee(2006), Meet the Browns (2008), Jumping the Broom (2011) и печели награди за представянето си в How Stella Got Her Groove Back (1998).
През 2013 – 2014 г. получава повтаряща се роля по FX (FOX TV) за сериала на ужасите „Зловеща семейна история: Свърталище на вещици“ (American Horror Story: Coven) и е номинирана за Еми награда с ролята и, която е една от най-запомнящите се – Вудо кралица позната в сериала като Мари Лево.
Басет се завръща и в следващия сезон на сериала – „Фрийк шоу“ (American Horror Story: Freak Show) като три-гърдата жена на име Дейзире Дюпри.

## Избрана филмография

### Кино
| Година | Филм                | Оригинално заглавие           | Роля                        | Режисьор             |
| ------ | ------------------- | ----------------------------- | --------------------------- | -------------------- |
| 1992   | Малкълм Екс         | Malcolm X                     | Бети Икс                    | Спайк Лий            |
| 1993   | Тина                | What's Love Got to Do with It | Ана Мей Бълок / Тина Търнър | Брайън Гибсън        |
| 1995   | Сладка въздишка     | Waiting to Exhale             | Бернадин (Бърни) Харис      | Форест Уитакър       |
| 1995   | Странни дни         | Strange Days                  | Лорнет Мейсън               | Кетрин Бигълоу       |
| 1995   | Вампир в Бруклин    | Vampire in Brooklyn           | Рита Уедър                  | Уес Крейвън          |
| 1995   | Пантера             | Panther                       | Бети Шабаз                  | Марио Ван Пибълз     |
| 1997   | Контакт             | Contact                       | Рейчъл Константин           | Робърт Земекис       |
| 1999   | Музика от сърцето   | Music of the Heart            | Джанет Уилямс               | Уес Крейвън          |
| 2000   | Супернова           | Supernova                     | доктор Кайла Евърс          | Уолтър Хил           |
| 2001   | Прецакването        | The Score                     | Диана                       | Франк Оз             |
| 2002   | Слънчевият щат      | Sunshine State                | Дезире Пери                 | Джон Сайлс           |
| 2003   | Маскиран и анонимен | Masked and Anonymous          | любовница                   | Лари Чарлз           |
| 2004   | Г-н 3000            | Mr. 3000                      | Морийн (Мо) Саймънс         | Чарлз Стоун III      |
| 2004   | В кома              | The Lazarus Child             | д-р Елизабет Чейс           | Греъм Тейкстън       |
| 2007   | Семейство Робинсън  | Meet the Robinsons            | Милдред (глас)              | Стивън Джей Андерсън |
| 2009   | Ноториъс            | Notorious                     | Волета Уолъс                | Джордж Тилман младши |
| 2011   | Зеленият фенер      | Green Lantern                 | Аманда Уолър                | Мартин Кембъл        |
| 2012   | Шпионски свалки     | This Means War                | Колинс                      | Макджи               |
| 2013   | Код: Олимп          | Olympus Has Fallen            | д-р Лин Джейкъбс            | Антоан Фукоа         |
| 2016   | Код: Лондон         | London Has Fallen             | д-р Лин Джейкъбс            | Бабак Наджафи        |

### Телевизия
| Година      | Филм                    | Оригинално заглавие   | Роля                    |
| ----------- | ----------------------- | --------------------- | ----------------------- |
| 2008 – 2009 | Спешно отделение        | ER                    | д-р Кейт Бенфийлд       |
| 2013 –      | Зловеща семейна история | American Horror Story |                         |
| 2018 –      | 9-1-1                   | 9-1-1                 | Сержант Атина Грант-Наш |